# 1333 Cevenola
1333 Cevenola eller 1934 DA är en asteroid i huvudbältet som upptäcktes den 20 februari 1934 av den franske astronomen Odette Bancilhon vid Algerobservatoriet. Den har fått sitt namn efter bergskedjan Cevennerna i södra Frankrike.
Asteroiden har en diameter på ungefär 15 kilometer och den tillhör asteroidgruppen Eunomia.